# Jeanne Boucourechliev-Bayet
Jeanne Boucourechliev-Bayet (1930-2013) est une avocate française et auteure d’ouvrages juridiques. 

## Biographie
Diplômée de l'Institut d'études politiques de Paris, elle commence une carrière d'avocate. Elle crée en 1968 le Centre de recherche sur le droit des affaires (CREDA) de la Chambre de commerce et d'industrie de Paris, dont elle devient la secrétaire générale puis la directrice. Rapporteure en 1978 de la commission juridique du CNPF, elle entre en 1979 au sein de l'entreprise américaine Rank Xerox SA et en devient la directrice juridique à partir de 1980.
En parallèle à sa carrière, elle a co-fondé en 1993 une « association des Amis de la Fondation de la Résistance ». Elle a également présidé l’association « Mémoire des Étudiants Résistants » en souvenir de son frère, François Bayet, maquisard en Sologne, qui mourut à 19 ans dans un camp de déportation.
Elle épouse en 1954 le compositeur français d’origine bulgare André Boucourechliev. Elle est la sœur de Claire Salomon-Bayet et la fille de Jean Bayet. 